# Nasu: Summer in Andalusia
Nasu: Summer in Andalusia (茄子 アンダルシアの夏, Nasu: Andarushia no Natsu) és una pel·lícula anime japonesa del 2003 de  Madhouse, dirigida per Kitarō Kōsaka, el famós supervisor d'animació de la pel·lícula d'anime guanyadora de l'Oscar a la millor pel·lícula d'animació El viatge de Chihiro i La Princesa Mononoke i col·laboradora de sempre de Studio Ghibli, i adaptada d'un curt manga 3-tankōbon de Iō Kuroda, titulat  Nasu, que va ser serialitzat a la revista de manga Afternoon.
Kōsaka es va interessar a adaptar l'obra després que el seu col·laborador de molt de temps, Hayao Miyazaki, aficionat al ciclisme, li recomesés ell mateix el manga a Kōsaka. La pel·lícula aviat es va convertir en la primera pel·lícula d'anime japonesa seleccionada per al Festival de Cinema de Canes.
Nasu: Summer in Andalusia ha estat traduït i doblat a l'anglès per la cadena de televisió d'anime Animax, que ha emès la pel·lícula al sud-est asiàtic, el subcontinent indi i altres regions. També es va traduir al francès, amb el títol Nasu – Un été andalou, i a l'italià, amb el títol Melanzane – Estate andalusa. La versió alemanya es va publicar com a Nasu – Sommer in Andalusien.
El 2007 es va estrenar una seqüela, Nasu: A Migratory Bird with Suitcase, ambientada al Japó a la Japan Cup. Dirigida per Kitarō Kōsaka, comptava amb Ken'ichi Yoshida, un altre col·laborador de l'Estudi Ghibli, que ha treballat en diverses pel·lícules de l'Estudi Ghibli com ara La Princesa Mononoke i Porco Rosso, com a director d'animació. El 2008, Nasu: A Migratory Bird with Suitcase va guanyar el premi a la millor animació de vídeo original al setè Tokyo Anime Awards, celebrat a la Tòquio International Anime Fair de 2008.

## Argument
Nasu: Summer in Andalusia segueix la història d'un ciclista professional espanyol, Pepe Benengeli, mentre competeix a la Vuelta a España de ciclisme de carretera a través de la seva ciutat natal a la regió Ibèrica d'Andalusia. A mesura que avança la història, Pepe s'enfronta a conseqüències frustrants, amb la pressió dels seus patrocinadors i el matrimoni de la seva antiga xicota, Carmen, amb el seu germà gran, Ángel, coincidint el mateix dia de la penúltima etapa de la cursa de bicicletes. Originalment està pensat per ser un corredor de seguretat (nacional) la feina del qual és ajudar el seu company d'equip més destacat a guanyar la cursa. No obstant això, accidentalment escolta una conversa a la furgoneta del seu patrocinador a través del seu comunicador de ràdio que s'havia deixat obert per negligència, en la qual descobreix, per sorpresa, que el seu patrocinador té la intenció d'acomiadar-lo després de la carrera. Adonant-se que potser no trobarà cap altre equip per a la propera temporada i que no li queda res a perdre, no té en compte les seves instruccions i es proposa guanyar la carrera per si mateix.

## Influències
Alguns dels equips o pilots de la cursa estan influenciats pel nom i/o l'uniforme d'equips o corredors de ciclisme reals a principis dels anys 2000. L'equip de Zamenhoff Pamei, per exemple, rep el nom de l'equip de ciclisme Mapei. L'equip P-Phone de Bazel, i la seva estratègia de tren sprint, és comparable a l'equip Telekom d'Erik Zabel, de qui en Bazel porta el nom. Zabel va ser un dels velocistes més destacats de tots els temps, guanyant moltes etapes a les Grans Voltes.

## Crèdits
Nasu: Summer in Andalusia va ser produït per l'estudi d'anime, Madhouse, i dirigit i escrit per Kitarō Kōsaka, el famós supervisor d'animació de la pel·lícula d'anime guanyadora d'un Oscar, El viatge de Chihiro i La Princesa Mononoke' ', i col·laborador durant molt de temps de Studio Ghibli, i va ser el seu debut com a director de cinema. La música de la pel·lícula va ser dirigida per Toshiyuki Honda, i el seu so va ser produït per Masafumi Mima. Els seus directors de fotografia van ser Katsuyoshi Kishi i Hisao Shirai, el seu director d'art va ser Naoya Tanaka i el seu muntatge va ser realitzat per Takesh

### Repartiment
- Yo Ōizumi – Pepe
- Eiko Koike – Carmen
- Hiroaki Hirata – Francisco
- Masahiko Tanaka – Ciocci
- Minoru Hirano– Hernández
- Mitsumasa Daigo – Zulbarán
- Rintarou Nishi – Pizarro
- Seiji Sasaki – Zamenhoff
- Toshio Kakei – Ángel
- Yuko Kaida – Woman A
- Yūshi Satō – Gilmore